# (2025) Nortia
(2025) Nortia es un asteroide perteneciente al cinturón de asteroides, descubierto el 6 de junio de 1953 por Joseph Churms desde el Observatorio Union, en Johannesburgo, Sudáfrica.

## Designación y nombre
Designado provisionalmente como 1953 LG. Fue nombrado en referencia a Nortia, la diosa del destino y la fortuna de la mitología etrusca.

## Características orbitales
Nortia está situado a una distancia media del Sol de 3,165 ua, pudiendo alejarse hasta 3,519 ua y acercarse hasta 2,812 ua. Su excentricidad es 0,111 y la inclinación orbital 7,021 grados. Emplea 2057 días en completar una órbita alrededor del Sol.

## Características físicas
La magnitud absoluta de Nortia es 10,6. Tiene 42,769 km de diámetro y su albedo se estima en 0,039.